# 薩德基 (別爾季切夫區)
49°51′5″N 28°45′3″E / 49.85139°N 28.75083°E
薩德基（羅馬化：Sadky）是烏克蘭北部日托米爾州別爾季切夫區塞梅尼夫卡市鎮的村莊，始建於1617年，面積1.35平方公里，海拔高度272米，2001年人口430，人口密度每平方公里319.7人。